# 안젤라 게오르기우
안젤라 게오르기우(Angela Gheorghiu, 1965년 5월 17일~ )는 루마니아의 소프라노 가수이다. 
1990년 프로 데뷔 이후 뉴욕의 메트로폴리탄 오페라 극장, 런던의 로열 오페라 하우스, 빈 국립 오페라 극장, 밀라노의 스칼라 극장 등 유럽과 미국의 여러 오페라 극장에서 여러 편의 오페라에서 주역으로 공연했다. 안젤라는 주로 이엠아이 클래식(EMI Classics)과 데카 레코드(Decca)에서 앨범을 냈다. 특히 푸치니의 오페라에서 보여주는 연주로 유명하다.